# Barrage de Korkuteli
Le barrage de Korkuteli est un barrage situé en Turquie, à moins de 4 km de la sous-préfecture de la province d'Antalya, Korkuteli. La rivière de Korkuteli (Korkuteli Çayı) va se perdre dans le plateau au nord-est de la ville (au-dessus de 800 m d'altitude).

## Sources
- (tr) Korkuteli Baraji Site de l'agence gouvernementale turque des travaux hydrauliques
- http://structurae.info/ouvrages/barrage-de-korkuteli